# Scleria xerophila
Scleria xerophila là loài thực vật có hoa trong họ Cói. Loài này được E.A.Rob. miêu tả khoa học đầu tiên năm 1966.